# Мустафа Балел
Мустафа Балел (на турски: Mustafa Balel) е турски писател и преводач.

## Биография
Мустафа Балел е роден на 1 септември 1945 в град Сивас, Турция. Негови кратки разкази, статии и преводи са публикувани в списания в Югославия, България, Франция, Бразилия, и в Иран. Балел е превел няколко романа и разказа от френски. Той е превел няколко романа и разказа от Стоян Даскалов и Лиана Даскалова и няколко други писатели българи.
В своите романи и разкази той показва способност да комбинира съвременна разказваческа техника с традиционния разказ и успешен психологически анализ.